# Aree naturali protette in Angola
La rete delle aree naturali protette in Angola occupa complessivamente una superficie di 87.000 km², corrispondenti al 6,97% della superficie complessiva del paese.
Ne fanno parte 8 Parchi Nazionali, 1 Parco naturale regionale, 2 Riserve Naturali Integrali e 2 Riserve naturali parziali. Considerando anche le 18 Riserve Forestali , la superficie complessiva delle aree protette arriva a 188.650 km².

## Parchi della pace
- Area di conservazione transfrontaliera Okavango-Zambesi ( Angola  Botswana  Namibia  Zambia  Zimbabwe)
Include il Parco nazionale Luengue-Luiana e il Parco nazionale Mavinga.[2]

## Parchi nazionali
| Nome                           | Provincia      | Anno istituzione | Superficie |
| ------------------------------ | -------------- | ---------------- | ---------- |
| Parco nazionale del Bicuar     | Huíla          | 1964             | 7.900 km²  |
| Parco nazionale di Cameia      | Moxico         | 1938             | 14.450 km² |
| Parco nazionale di Cangandala  | Malanje        | 1970             | 630 km²    |
| Parco nazionale di Iona        | Namibe         | 1964             | 15.150 km² |
| Parco nazionale Luengue-Luiana | Cuando Cubango | 1966             | 22.610 km² |
| Parco nazionale Mavinga        | Cuando Cubango | 1966             | 5950 km²   |
| Parco nazionale di Mupa        | Cunene         | 1964             | 6.600 km²  |
| Parco nazionale di Quiçama     | Bengo          | 1957             | 9.960 km²  |

## Parchi regionali
| Nome                          | Provincia | Anno istituzione | Superficie |
| ----------------------------- | --------- | ---------------- | ---------- |
| Parco regionale di Cimalavera | Benguela  | 1974             | 100 km²    |

## Riserve naturali integrali
| Nome                                          | Provincia | Anno istituzione | Superficie |
| --------------------------------------------- | --------- | ---------------- | ---------- |
| Riserva naturale integrale Luando             | Malanje   | 1957             | 8.280 km²  |
| Riserva naturale integrale Ilhéu dos Pássaros | Luanda    | 1973             | 2 km²      |

## Riserve naturali parziali
| Nome                    | Provincia | Anno istituzione | Superficie |
| ----------------------- | --------- | ---------------- | ---------- |
| Riserva parziale Bufalo | Benguela  | 1974             | 400 km²    |
| Riserva parziale Namibe | Namibe    | 1960             | 4.450 km²  |